# Kaleido (fondation)
Pour les articles homonymes, voir Kaleido.
Kaleido, autrefois connue sous le nom d'Universitas, offre des régimes enregistrés d’épargne-études (REEE) aux particuliers du Québec et du Nouveau-Brunswick, où elle détient les approbations requises. Sa mission est de faciliter l’atteinte du plein potentiel de chaque enfant en l'accompagnant dans son parcours académique, pour inventer la société de demain.

## Structure de l’entreprise
La structure d’organisme à but non lucratif de la Fondation Kaleido permet de reverser, dans le compte dédié aux paiements d’aide aux études des bénéficiaires, les éventuels surplus chaque année.
Kaleido Croissance inc. est, quant à elle, le gestionnaire et placeur des produits de la Fondation Kaleido. Elle a notamment pour mandat d'effectuer l'offre et la distribution des régimes enregistrés d'épargne-études (REEE), la gestion des dossiers des clients et la comptabilisation des comptes des souscripteurs.
Le siège social de Kaleido est situé à Québec depuis 1964.

## Histoire
Au début des années 1960, un groupe de jeunes étudiants de l’Université Laval de Québec participe à la mise sur pied d’un club de placement regroupant des étudiants et des diplômés qui mettent de l'argent en commun afin de le faire fructifier. En 1963, forts de cette expérience, certains d’entre eux décident de créer un nouveau club de placement, cette fois-ci destiné à aider les parents à financer les études de leurs enfants.
Un an plus tard, le 10 janvier 1964, ils enregistrent cette fondation à Québec : la Fondation Universitas du Canada voit le jour. M. Jean Marchand, qui fait partie des cofondateurs à l’époque, est aujourd’hui encore administrateur de la Fondation Universitas du Canada. Il a d’ailleurs été intronisé à l’Académie des Grands Québécois en raison de son implication sociale, de son dynamisme, du caractère de ses réalisations et de sa contribution à l'essor de la société québécoise,.
À la fin de l'année 2014, Universitas dépasse le cap d’un milliard de dollars en actifs sous gestion,,.
Au cours des années, Universitas a revu ses produits afin d’offrir des REEE individuels permettant aux jeunes de recevoir des paiements d’aide aux études pour différents niveaux d’études postsecondaires : professionnelles (DEP), collégiales (DEC et AEC) ou universitaires, et ce, même à l’international. 
En juin 2017, Kaleido offre aux entreprises le REEE Formule Groupe, proposant ainsi aux entreprises ou collectivités d’offrir à leurs employés ou membres le REEE comme avantage social,.
En 2019, Universitas devient Kaleido, une identité qui représente la multitude d’opportunités et de cheminements scolaires qui se présentent aujourd’hui aux enfants du Québec et du Nouveau-Brunswick.

## Aujourd’hui
Le siège social de Kaleido est situé à Québec et emploie plus de 200 employés.
Les REEE individuels IDEO+ de Kaleido sont distribués par un réseau d'une cinquantaine de représentants en plans de bourses d’études dans les provinces du Québec et du Nouveau-Brunswick.
Kaleido propose également le REEE en Entreprise, qui permet à un employeur d’offrir l’accès au REEE à ses employés et faciliter les cotisations grâce aux retenues directes sur la paie.  
En plus des produits REEE, Kaleido offre à ces clients l’accès à divers privilèges gratuits ou à tarifs préférentiels offerts par des partenaires qualifiés en finances familiales, tutorat et soutien scolaire, orientation de carrière, santé et mieux-être ainsi que coaching et vie familiale.
En date du 31 décembre 2024, Kaleido a versé plus de 1 milliard $ en paiements d’aide aux études (PAE) et en remboursements d’épargne et gère 2 milliard $ d’actifs pour plus de 244 000 bénéficiaires.

## Régime enregistré d'épargne-études (REEE)
Un REEE est un véhicule de placement spécialement conçu pour planifier financièrement les études postsecondaires d’un enfant. Le régime d'épargne-études est enregistré auprès des gouvernements, ce qui permet le versement des subventions gouvernementales.
Le souscripteur (la personne qui ouvre le REEE) dépose des cotisations dans un REEE pour un bénéficiaire (futur étudiant). Ces cotisations déclenchent le versement de subventions gouvernementales, et ces montants (cotisations et subventions) fructifient à l’abri de l’impôt.
Une fois inscrit à des études postsecondaires admissibles, l’étudiant peut recevoir les subventions et les revenus accumulés sur celles-ci et sur les cotisations du souscripteur, sous forme de paiements d’aide aux études. Les cotisations, elles, reviennent alors au souscripteur.

### Les subventions gouvernementales
Les subventions du gouvernement fédéral (Programme canadien pour l’épargne-études) existantes sont la Subvention canadienne pour l’épargne-études (SCEE) et le Bon d’études canadien (BEC).
Les subventions provinciales existantes sont l’Incitatif québécois à l’épargne-études (IQEE) au Québec, la Subvention épargne-études Avantage Saskatchewan (SEEAS) en Saskatchewan et la Subvention pour l’épargne-études et l’épargne-formation de la Colombie-Britannique (SEEEFCB) en Colombie-Britannique.
D'ailleurs, Kaleido a participé activement à la mise en place et le maintien de l'Incitatif québécois à l’épargne-études (IQEE), notamment par le biais de nombreuses représentations ainsi que le dépôt d'un mémoire, .

### Les paiements d’aide aux études
Initialement, les « bourses » versées par les Fondations étaient destinées exclusivement à des étudiants universitaires. Suivant l’évolution de l’encadrement législatif, il est désormais de mise d’appeler ces versements issus d’un REEE des « paiements d’aide aux études (PAE) » (et non « bourses »).
En 1975, les programmes d’études professionnelles deviennent admissibles à recevoir des paiements d’aide aux études (PAE).
Les PAE que peut recevoir un bénéficiaire inscrit à des études postsecondaires admissibles sont constitués des montants des subventions et des revenus accumulés sur celles-ci et sur les cotisations du souscripteur.